# تياغو بابيل
تياغو بابيل هو لاعب كرة قدم برازيلي في مركز الدفاع، ولد في 30 ديسمبر 1991 في سيرجيبي في البرازيل. لعب مع Club Sportivo Sergipe ‏.

## وصلات خارجية
- تياغو بابيل على موقع قاعدة بيانات كرة القدم.إي يو (الإنجليزية)
- تياغو بابيل على موقع Soccerway.com (الإنجليزية)